# Kappadokische Sprache
Kappadokisch (ISO 639-2: ine (indogermanische Sprachen); ISO 639-3: cpg) ist ein Dialekt der griechischen Sprache mit starken türkischen Einflüssen, vor allem im Wortschatz, zum Teil auch im Satzbau, der in der Gegend von Kappadokien in Kleinasien gesprochen wurde.
Während der Zwangsumsiedlung in den 1920er Jahren mussten alle Sprecher der kappadokischen Sprache nach Griechenland auswandern, wo sie schnell zum Standardgriechisch wechselten. Seit den 1960er Jahren galt die Sprache als ausgestorben, jedoch wurden 2005 in Griechenland Muttersprachler aufgefunden (von Mark Janse, damals an der Roosevelt Academy, zusammen mit Dimitris Papazachariou von der Universität Patras). Weitere Untersuchungen hierzu werden an der Universität Patras und der Aristoteles-Universität Thessaloniki vorgenommen.

## Charakteristik
Das griechische Element im Kappadokischen ist zu weiten Teilen ein byzantinisches, z. B. θír oder tír ‚Tür‘ aus (antikem und) byzantinischem Griechisch θύρα (standardsprachliches πόρτα od. gelehrtes θύρα), píka oder épka ‚Ich tat‘ aus byzantinischem Griechisch έποικα (standardsprachliches έκανα). Andere, vorbyzantinische, Archaismen sind die Verwendung der Possessivpronomen mó(n), só(n) etc. des antiken Griechisch εμός, σός etc. und die Imperfektbildung mittels des  -išk- Suffix aus dem antiken ionischen Suffix -(e)sk-. Türkische Einflüsse treten auf allen Ebenen auf. Das kappadokische Lautsystem schließt die türkischen Vokale ı, ö, ü, und die türkischen Konsonanten b, d, g, š, ž, tš, dž ein (von denen manche als Palatalisierung in griechischen Wörtern auftreten können).
Die türkische  Vokalharmonie kann in Formen wie düšündǘzu ‚Ich denke‘, Aor. 3.Sg düšǘntsü < düšǘntsi (Malakopi), aus dem türkischen Verb düşünmek, patišáxıs < patišáxis ‚König‘ (Delmeso), aus dem türkischen padişah. Die Morphologie des kappadokischen Nomens ist durch das Auftreten einer generalisierten agglutinativen Deklination und den fortschreitenden Verlust des Genus charakterisiert. So findet sich etwa ein formal neutrischer Artikel in to néka (dt. "das" Frau), Genitiv néka-ju, Plural nékes, Genitiv nékez-ju (Uluağaç). Ein anderes türkisches Merkmal ist die morphologische Auszeichnung von Bestimmtheit im Akkusativ, also líkos ‚Wolf‘ (Nominativ / unmarkierter  unbestimmter Akkusativ) vs. líko ‚den Wolf‘ (markierter bestimmter Akkusativ).
Obwohl die Reihenfolge der Wörter im Kappadokischen im Prinzip von Thema und Fokus der Unterhaltung bestimmt wird, gibt es eine Tendenz zur türkischen Subjekt-Objekt-Verb-Reihenfolge.
Eine Gemeinsamkeit aller griechisch-kappadokischen Dialekte ist, dass sie aus dem byzantinischen Griechisch unter Einfluss des Türkischen hervorgegangen sind. Andererseits entwickelten sich diese Dialekte in einzelnen, isolierten Dörfern, so dass es ein breites Spektrum an kappadokischen Dialekten gibt.